# Žalm 99

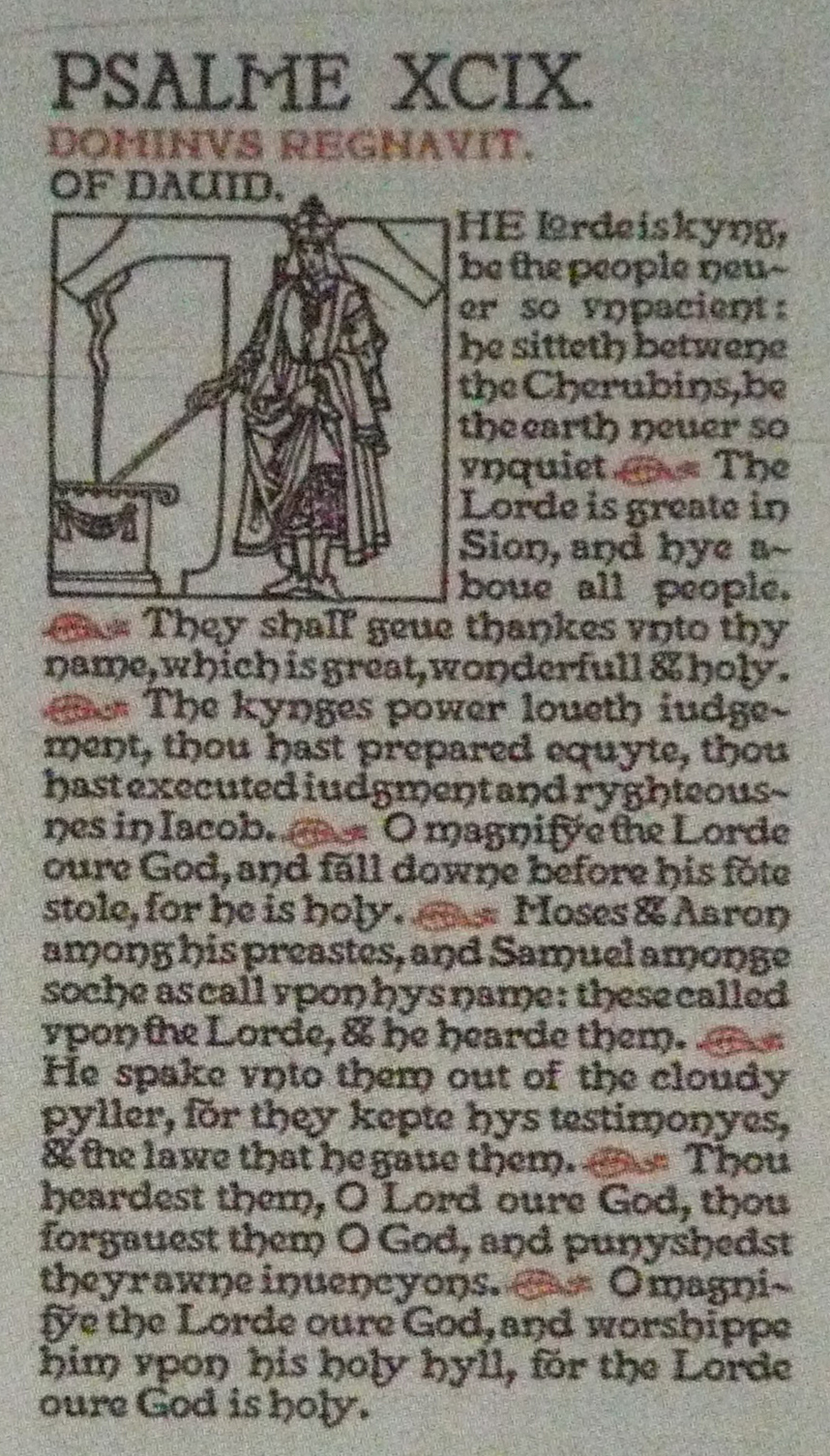
žalm 99

Žalm 99 („Hospodin kraluje! Národy trnou“, v Septuagintě dle řeckého číslování žalm 98) je biblický žalm. Podle židovské tradice tento žalm patří k sérii 11 žalmů, jež sepsal Mojžíš. Rabín Aryeh Kaplan se na základě midraše domnívá, že tyto žalmy, tzn. žalm 90–100, byly určeny k použití jako prostředek k dosažení proroctví.

## Charakteristika
V hebrejském textu žalmu se 3x vyskytuje slovo kadoš (קָדוֹשׁ, „svaté“, „svatý“), což může sloužit jako podklad pro rozdělení textu na tři oddíly: Verše 1-3 zdůrazňují, že Hospodin vzbuzuje hrůzu, verše 4-5 dávají důraz na to, že Hospodin dohlíží na zachovávání svých ustanovení, a verše 6-9 zvýrazňují, že Hospodin v sobě coby král jedinečným způsobem spojuje spravedlnost s milosrdenstvím.

## Užití v liturgii
V judaismu je žalm recitován při zahájení Šabatu, kdy je podle siduru součástí liturgie zvané Kabalat Šabat („Přivítání Šabatu“). Kabalisté věří, že odrecitováním tohoto žalmu se k nim připojuje tzv. nešama jetera („přidatná duše“), kterou získává zbožný Žid o každém Šabatu proto, aby mu dodávala větší míru radosti a uspokojení ze dne klidu. Kromě toho 5. a 9. verš žalmu je součástí ranní modlitby v části zvané Psukej de-zimra („Verše písní“). Vztah těchto dvou veršů vyjadřuje myšlenku, že Hospodin vyslýchá modlitby svých věrných, ať už na chrámové hoře stojí budova Chrámu, kde je prováděn obětní kult, či nikoliv.